# Donna distesa
Donna distesa è un dipinto a olio su tela (95,5x171 cm) realizzato nel  1917 dal pittore Egon Schiele. È conservato nel  Leopold Museum di Vienna.